# Sovrastruttura (sociologia)
Nelle scienze sociali, sovrastruttura è l'insieme di reazioni positive che mantengono una struttura coerente e significativa in una data società, o in una parte della stessa. Può comprendere le istituzioni culturali, le strutture di potere, i ruoli ed i rituali.
È ciò che attraverso i comportamenti condizionati (sia interpersonale sia situazionale) impone un insieme di limiti e di linee guida all'attività umana in una maniera stabile ed effettiva, così che determina l'organizzazione caratteristica di una società, e si identifica con l'organizzazione caratteristica medesima.
Nella generalità dello schema sociologico, la sovrastruttura non si riferisce agli specifici materiali di un'organizzazione, come ad una scuola od un negozio, ma piuttosto all'insieme di configurazioni psicologiche o semantiche in cui quella struttura è razionalizzata e riprodotta nell'esperienza umana. Ossia, è la "forza invisibile" dietro o dentro la struttura, o forse è la "ragione" antropocentrica della struttura. 
Secondo una prospettiva sociologica, la sovrastruttura può essere rivelata dall'esame dei vincoli interpersonali diretti che hanno luogo nelle circostanze o situazioni canoniche (tipiche), attraverso l'ermeneutica della sociobiologia.